# Тогерсен, Тогер
Тогер Ингвар Мариус Тогерсен (дат. Thøger Thøgersen; 24 февраля 1885, Виборг — 9 декабря 1947, Копенгаген) — датский политик, председатель Коммунистической партии Дании (1927—1930).

## Биография
Родился в семье плотника, одного из лидеров социал-демократов Виборга. Учился на шорника.
Прекрасный оратор. В 17-летнем возрасте стал председателем Социал-демократической молодёжной ассоциации города. Переехал в Копенгаген.
Антимилитарист. Во время Первой мировой войны за критику лидеров социал-демократии страны, выступающих за дополнительные военные ассигнования, был исключён из рядов партии. Т. Тогерсен отправился в Германию, где работал в качестве шорника, а по возвращении в Данию, после разрыва коммунистов с социал-демократами в 1918 году Т. Тогерсен с группой единомышленников создал Социалистическую рабочую партию Дании. Тогда же он был избран её председателем.
В феврале 1918 года арестован и на месяц заключён в тюрьму. Следующие несколько лет после революции в России, он подвергался гонениям со стороны властей Дании и Германии, и неоднократно заключался в тюрьмы.
В 1919 году стал одним из основателей Левой социалистической партии Дании, позже Коммунистической партии Дании (КПД). Участник всеобщей забастовки и массовых беспорядков в Рандерсе в 1922 году.
В 1922 году критиковал свою ЛСП и был среди тех, кто порвал с ней и создал радикальную левую «Единую компартию», признанную Коминтерном.
В 1927 году при поддержке Коминтерна Т. Тогерсен стал председателем Коммунистической партии Дании, вёл жёсткую борьбу против её правого крыла, возглавляемого Акселем Ларсеном.
В 1930 году Коминтерн направил «открытое письмо» с требованием смены «погрязшего в оппортунизме» руководства компартии. В течение двух лет в партии шла внутренняя борьба. Старое руководство партии во главе с ним и Рихардом Енсеном было снято. На смену ему пришла группа Акселя Ларсена.
В августе 1931 года Т. Тогерсена исключили из партии и вызвали в Москву для рассмотрения его дела международной контрольной комиссией Коминтерна.
С 1931 до 1936 жил в Москве, учился. В 1936 вернулся в Данию и стал редактором «Рабочей газеты» органа КПД.
Весной 1941 года был арестован и интернирован как коммунист. В 1941 году он исключён из КПД во второй раз, по обвинению в содействию террористическим акциям на испанских судах режима Франко. В течение 4-х лет вместе с бывшими товарищами по партии находился в лагерях, в том числе концентрационном лагере Штуттгоф.
После освобождения болел, политического влияния уже не имел. Умер 9 декабря 1947 года от болезней, полученных в концлагере.